# Kultura iwieńska
Kultura iwieńska – archeologiczna kultura epoki brązu datowana na XVII i XVI w. p.n.e., rozwijająca się na terenie ziemi chełmińskiej, południowej części Pomorza Gdańskiego, Kujaw i Pałuk oraz wschodniej Wielkopolski.

## Kryteria wydzielenia
Kultura ta została wyodrębniona przez Józefa Kostrzewskiego w latach 30. XX wieku. Nazwa pochodzi od eponimicznego cmentarzyska w Iwnie (woj. kujawsko-pomorskie w powiecie nakielskim, gmina Kcynia). Kultura ta została wydzielona na podstawie materiału wydobytego z tego właśnie cmentarzyska. Charakterystyczne według badacza było współwystępowanie dwóch elementów: tzw. naczyń dzwonowatych i tzw. naczyń tulipanowatych.

## Chronologia, geneza i zanik
Proces krystalizacji kultury iwieńskiej przypadł na pierwszy okres epoki brązu na podłożu istniejącej wcześniej tzw. grupy Dobre, która uformowała się na Kujawach na samym początku epoki brązu. Zanik kultury iwieńskiej związany był z rozszerzającym się horyzontem zjawisk kulturowych, wiązanych z kulturą trzciniecką.

## Obszar występowania i kontekst kulturowy
Zespół zjawisk określany mianem kultury iwieńskiej spotyka się na terenie ziemi chełmińskiej, południowej części Pomorza Gdańskiego, Kujaw i Pałuk oraz wschodniej Wielkopolski. W okresie trwania kultury iwieńskiej na kulturowej mapie ziem dzisiejszej Polski mamy do czynienia z wczesnobrązową kulturą Polski północnej: grupą płońską (kultura grobsko-śmiardowska), na terenie Polski południowo-wschodniej z kulturą mierzanowicką, zaś na obszarze Polski południowo-zachodniej występował zespół zjawisk kulturowych określanych mianem kultury unietyckiej w klasycznej formie rozwoju.

## Charakterystyczne wytwory kulturowe
Ceramika iwieńska w zależności od przeznaczenia miała formę starannie wykończonych cienkościennych naczyń o gładkiej powierzchni oraz barwie ciemnobrunatnej. Glina przeznaczona do produkcji tych naczyń zawierała domieszkę kwarcu i miki. W przypadku dużych naczyń zasobowych (powyżej 30 cm wysokości) o grubych ścianach, stosowano glinę z domieszką grubego tłucznia. Do przewodnich form ceramicznych tej kultury należą tzw. naczynia dzwonowate zdobione jednym, rzadziej dwoma poziomymi pasmami potrójnych lub poczwórnych żłobków oraz tzw. naczynia tulipanowate, na których umieszczany był taki sam ornament; wyjątki stanowią naczynia, na których zamiast ornamentu żłobkowatego pojawia się ornament żeberkowy.
Inwentarz krzemienny w tej kulturze reprezentowany jest skromnie. Przewodnie formy to groty oszczepów i grociki strzał oraz drobne narzędzia.
Wyroby kościane spotyka się równie rzadko: znamy szpile z czworoboczną, płaską, przekłutą główką oraz fragmenty igieł kościanych.
Na stanowisku w Biskupinie (województwo kujawsko-pomorskie, w powiecie żnińskim, gmina Gąsawa) odnaleziono ząbkowane narzędzia z łopatki bydlęcej.
Wyroby metalowe przypisywane kulturze iwieńskiej w znacznej mierze pochodzą ze skarbów lub znalezisk luźnych. Przeważają skarby złożone z kilku przedmiotów (2-3), znamy jednak skarby liczniejsze np. skarb z Wąsocza (woj. zachodniopomorskie), zawierający 67 rozmaitych elementów, w tym kilka wykonanych z bursztynu, a nawet ze złota.
Przedmioty brązowe są to głównie siekierki typu unietyckiego, z podniesionym brzegiem, płaskie siekierki z wąskim korpusem i zaokrąglonym obuchem.
Sztylety też reprezentują typ unietycki z szerokim zaokrąglonym ostrzem o wąskiej łukowatej nasadzie rękojeści z 8–11 pseudonitami.
Z ozdób najliczniejsze są lite naramienniki, w przekroju okrągłe lub prawie czworoboczne ze zwężającymi się końcami, często zdobione poprzecznymi żłobkami. Inwentarz ozdób uzupełniany jest przez zausznice, grube pierścienie wykonane z drutu brązowego.
Rzadko spotykane są natomiast szpile brązowe, które można podzielić na trzy typy: z główką kapturkowatą lub stożkowatą, rozklepaną i zawiniętą do środka.

## Osadnictwo
Obecny stan badań dotyczący osad kultury iwieńskiej przedstawia się nad wyraz skromnie; w zasadzie przebadano jedynie stanowisko w Biskupinie (województwo kujawsko-pomorskie, w powiecie żnińskim, gmina Gąsawa). Na małym wzgórzu morenowym przebadano niewielki rów, miejscami podwójny. Na dnie owego rowu i w jego promieniu natrafiono na ślady palenisk w postaci przepalonych kamieni i węgli drzewnych oraz fragmenty naczyń.

## Obrządek pogrzebowy
Cmentarzyska umieszczano na pagórkach morenowych w pobliżu wody – Wietrzychowice (gm. Izbica Kujawska, pow. włocławski, woj. kujawsko-pomorskie). Potwierdzone są także wkopy w nasypy grobowców kujawskich. Dominował płaski pochówek szkieletowy w obstawach kamiennych bądź bez nich. Wyposażenie zmarłych ograniczało się głównie do 1–2, maksymalnie 5–6 naczyń glinianych. W grobach znajdowane były również paciorki z kości muszli i bursztynu,

## Gospodarka
W kulturze iwieńskiej funkcjonował model gospodarki oparty na rolnictwie i hodowli. Stanowiska kultury iwieńskiej występują zazwyczaj na żyznych glebach kujawskich i nadwiślańskich. Na niewielkim wzgórzu w Biskupinie (województwo kujawsko-pomorskie, w powiecie żnińskim, gmina Gąsawa) odkryto ślady wąskiego rowu, okalającego przestrzeń o powierzchni 39 arów. Konstrukcja ta interpretowana jest jako kraal – zagroda otoczona rowem dla bydła. W palenisku przy rowie odnaleziono kości zwierząt hodowanych – bydła rogatego, świni, konia i psa, zwierząt dzikich – tura, jelenia, sarny i dużą ilość łusek i ości ryb – płoci, okoni, karpia i uklei oraz muszlę szczeżui. Oznacza to, że w gospodarce tej kultury wykorzystywano wszystkie dostępne metody pozyskiwania żywności.